# Tormenta tropical Hermine (2022)
La tormenta tropical Hermine fue un ciclón tropical atlántico poco visto pues fue uno de los pocos ciclones que se forman entre las islas de Cabo Verde y la costa de África desde que se tienen registros y trajo lluvias récord a las Islas Canarias en septiembre de 2022. La novena depresión tropical y octava tormenta nombrada de la Temporada de huracanes del Atlántico de 2022, Hermine se originó a partir de una onda tropical que se observó por primera vez en África occidental el 20 de septiembre. El sistema se organizó en una depresión tropical el 23 de septiembre y ese mismo día se convirtió en la tormenta tropical Hermine a medida que avanzaba hacia el norte. El aumento de la cizalladura del viento creó un entorno hostil para el ciclón y no logró intensificarse más allá de la intensidad mínima de tormenta tropical a medida que su convecciónfue despojado lejos al noreste. Para el 25 de septiembre, la estructura de Hermine se había degradado lo suficiente y degeneró en un remanente bajo. El sistema residual persistió durante otros dos días antes de que se observara por última vez en mar abierto.
Múltiples barcos de migrantes que navegaban desde el Sáhara Occidental a las Islas Canarias se encontraron con mares agitados producidos por Hermine. Más de 100 personas fueron rescatadas el 24 y 25 de septiembre. Un bote que transportaba a 34 personas se perdió en la tormenta; solo una persona sobrevivió y fue rescatada después de estar a la deriva en el mar durante nueve días. Hermine trajo lluvias históricas al oeste de las Islas Canarias durante un lapso de tres días. Las acumulaciones alcanzaron los 345 mm (13,6 in) en La Palma, más de 20 veces la lluvia normal para el mes de septiembre. Muchas áreas informaron más de 100 mm (3,9 pulgadas) de lluvia durante todo el evento. La lluvia interrumpió significativamente los viajes aéreos y dañó las carreteras en todo el archipiélago. Muchas estructuras sufrieron inundaciones y los daños totales están en el entorno de los 10 millones de dólares. Aproximadamente 3000 clientes se quedaron sin electricidad, y la restauración del servicio tomó hasta cinco días en algunos lugares. Sin embargo, los residentes informaron apagones que duraron más de lo indicado. Se esperaba que las reparaciones de las carreteras tomaran al menos cinco meses. Más de 140 vuelos fueron cancelados en todo el archipiélago. En territorio continental, en Murcia una persona murió después de que una tromba marina provocara graves inundaciones.

## Historia Meteorológica

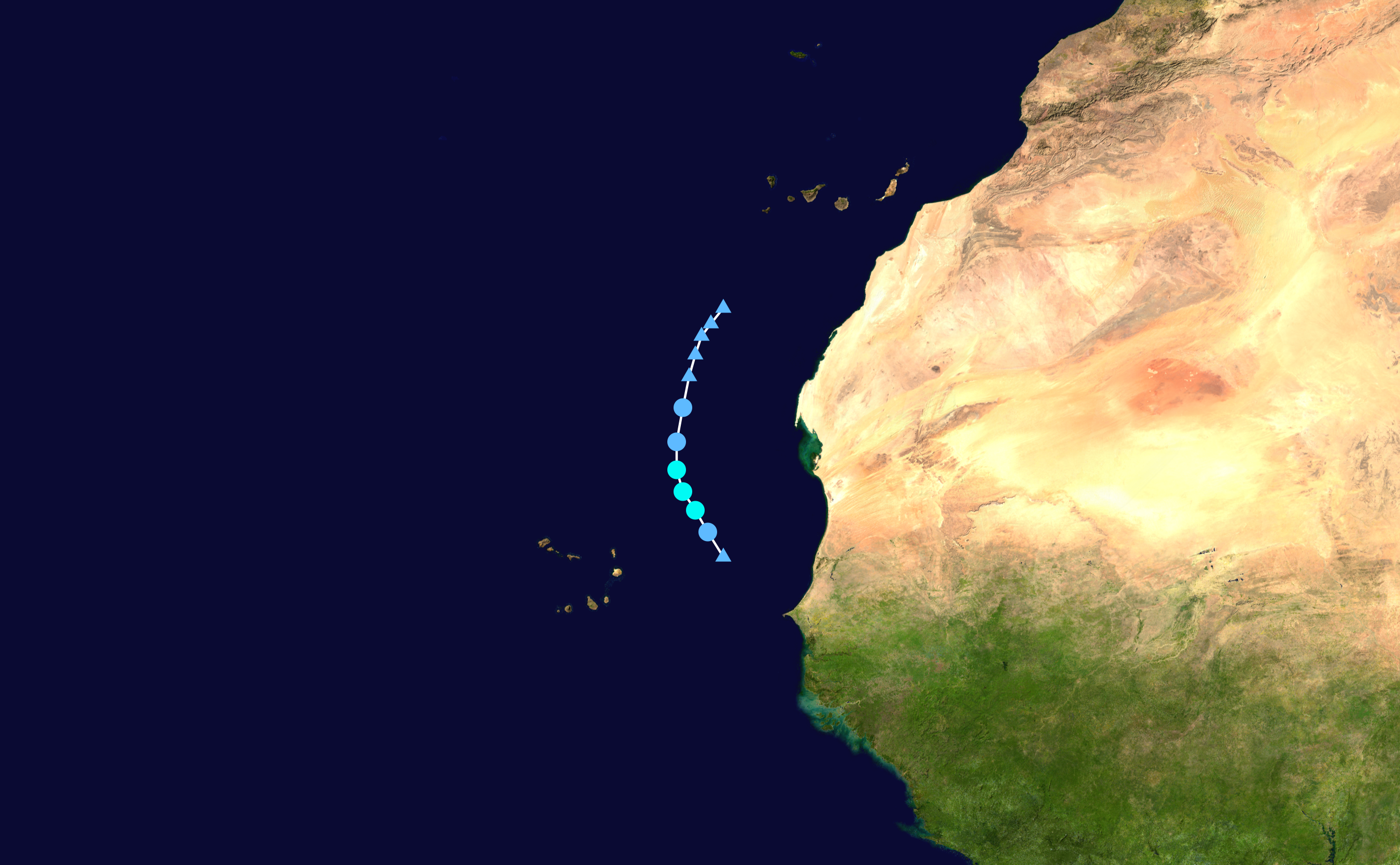
Mapa que traza la trayectoria y la intensidad de la tormenta, según la escala Saffir-Simpson.

El 22 de septiembre, una onda tropical que estaba siendo monitoreada por el NHC emergió de la costa de África occidental hacia el Atlántico tropical al este de Cabo Verde. Rápidamente comenzó a organizarse y fortalecerse y se convirtió en la Depresión Tropical Diez a las 15:00 UTC del 23 de septiembre a unos 495 km (305 millas) al este-noroeste de Cabo Verde, Luego se fortaleció en la Tormenta Tropical Hermine a las 21:00 UTC de ese mismo día. Cuando se convirtió en tormenta tropical, Hermine alcanzó su intensidad máxima con vientos de 65 km/h (40 mph) y una presión de 1002 mbar y es uno de los pocos ciclones tropicales registrados (que se remonta a 1851) que se forman en este extremo este y se desplazan entre las islas de Cabo Verde y la costa de África. El desarrollo más allá de una tormenta tropical débil se vio obstaculizado por la cizalladura del suroeste hasta el día siguiente, ya que se movía hacia el norte dejando caer fuertes lluvias en las Islas Canarias. Debido a la cizalladura y aire seco, Hermine se debilitó hasta convertirse en una depresión tropical a las 21:00 UTC del 24 de septiembre. Poco después, a las 09:00 UTC del 25 de septiembre degeneró en un ciclón pos-tropical a 935 km (580 millas) al norte-noreste de las islas de Cabo Verde.

## Preparaciones e Impacto

### Marruecos
La Dirección General de Meteorología de Marruecos emitió advertencias por fuertes lluvias a partir a partir del 24 y 25 de septiembre. Las precipitaciones fueron relativamente escasas pero resultaron beneficiosas para los agricultores que iniciaban sus cultivos de otoño.

### Islas Canarias

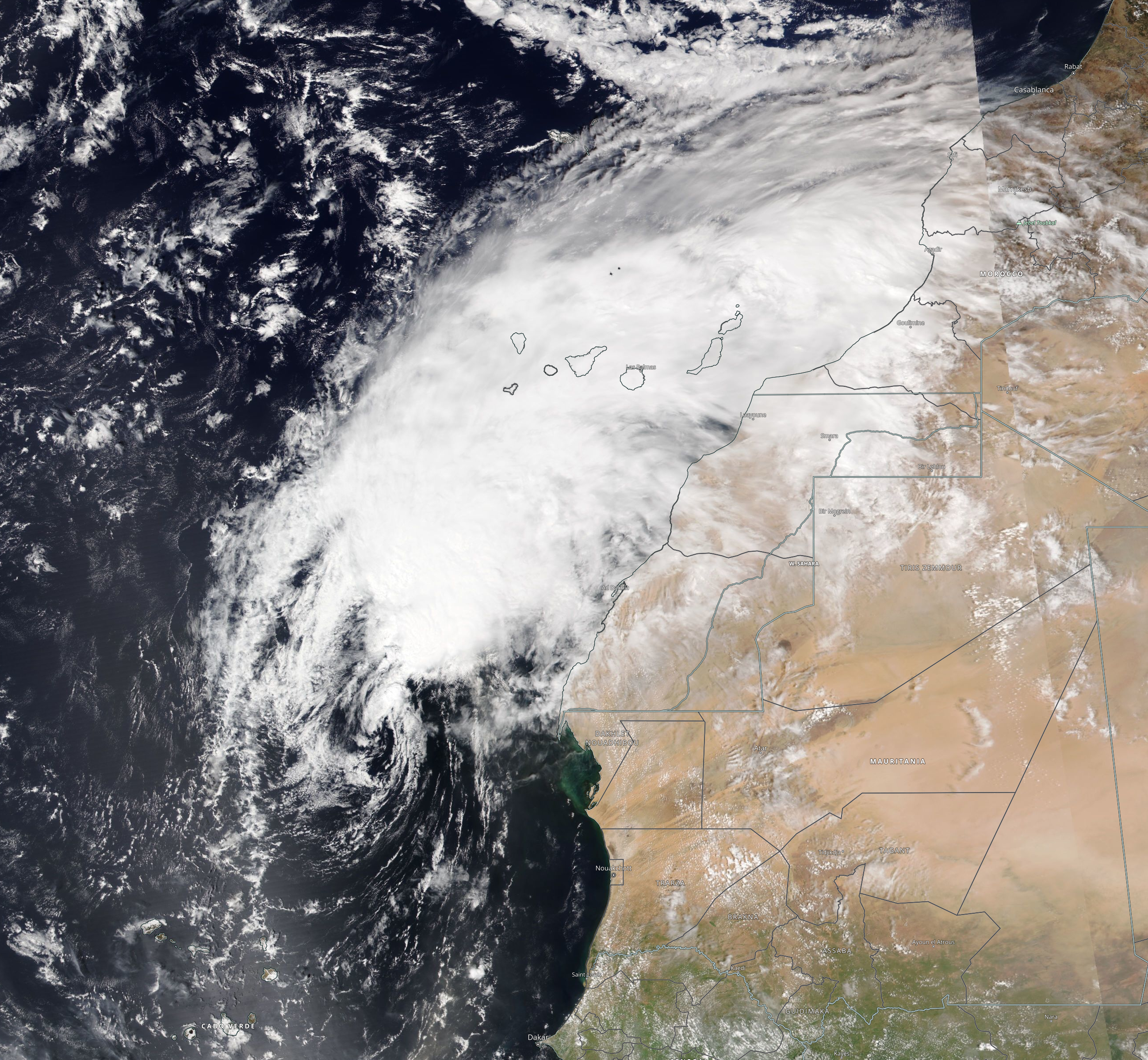
Hermine afectando las Islas Canarias con amplia zona de precipitaciones el 25 de septiembre de 2022.

Ante el pronóstico de fuertes lluvias, los servicios de emergencia de las Islas Canarias activaron varios planes de contingencia para garantizar la seguridad ciudadana. El gobierno emitió su nivel más alto de advertencia (rojo) el 24 de septiembre por fuertes lluvias, viento e inundaciones. A diferencia del último ciclón tropical que afectó al archipiélago, los restos de la Tormenta tropical Delta en 2005, que causaron grandes daños por vientos, la principal amenaza fue la lluvia. Se pronosticó que la precipitación total para el período de tres días equivaldría a 10 a 15 veces la precipitación mensual normal para septiembre. Las escuelas de las Islas Canarias estuvieron cerradas hasta el 26 de septiembre.  En Tenerife, la Consejería de Carreteras envió 125 trabajadores para realizar controles puntuales y despejar incidencias a medida que se iban informando.  La lluvia incesante y la poca visibilidad llevaron a Binter Canarias a cancelar todos los vuelos hacia y desde Tenerife, La Gomera, El Hierro y La Palma el 25 de septiembre. Eurocontrol promulgó temporalmente una política de tasa cero. Un total de 850 vuelos fueron interrumpidos durante la duración de la tormenta.
Lluvias récord e históricas afectaron al archipiélago durante tres días, lo que llevó a las Islas Canarias a experimentar el septiembre más lluvioso registrado. Allí, las lluvias dejaron en algunas zonas como La Palma más de 350 litros por metro cuadrado, diez veces más de lo que suele llover en el mes septiembre. Los totales más altos se observaron en La Palma, donde cayeron 345 mm (13,6 pulgadas) en un solo día; esto constituyó el mayor evento de lluvia en un solo día registrado en las Islas Canarias. Este total es más de 20 veces la precipitación normal observada para el mes de septiembre y Los registros meteorológicos se remontan a 106 años. Las lluvias comenzaron fuertemente el 24 de septiembre, y los totales más grandes ocurrieron en las áreas montañosas. Ese día se midieron 70 mm de lluvia en Las Cañadas del Teide. Precipitación total en El aeropuerto de Tenerife Norte-Ciudad de La Laguna alcanzó los 100 mm (3,9 pulgadas) solo el 25 de septiembre. Más al este, Lanzarote vio 48 mm (1,9 pulgadas) de precipitación, casi la mitad de su precipitación anual. Las acumulaciones en Fuerteventura alcanzaron los 60 mm (2,4 pulgadas), triplicando el récord anterior de todo septiembre.
Se reportaron más de 2000 incidentes en todo el archipiélago por cortes de energía, deslizamientos de tierra, cierre de carreteras e inundaciones. De estos reportes, alrededor del 75 por ciento fueron en la Provincia de Las Palmas. Aproximadamente 3.000 clientes de Endesa se quedaron sin electricidad. La mayoría de los cortes de energía se produjeron en Las Palmas de Gran Canaria, San Bartolomé y Telde en Gran Canaria. Los deslizamientos de tierra dejaron las carreteras intransitables, los desagües de alcantarillado se desbordaron y las comunidades afectadas por inundaciones. Algunas carreteras fueron arrasadas, se derrumbaron muros de contención o sufrieron otros daños. De las 1.081 escuelas de Canarias 192 sufrieron daños y 24 de ellas sufrieron daños graves. Sin embargo, todas las escuelas fueron abiertas el 27 de septiembre. Cincuenta personas requirieron evacuación en San Bartolomé Los daños en Gran Canaria se estimaron en 10 millones de euros (9,8 millones de dólares estadounidenses), la mayoría de los cuales fueron causados por la infraestructura vial.  En Santa Cruz de Tenerife, ocho viviendas se inundaron y cuatro personas sin hogar requirieron rescate. El techo de una casa abandonada también se derrumbó en el área.

### España Continental
En la Región de Murcia, las lluvias torrenciales se hicieron notar. Allí se activó el aviso amarillo por precipitaciones de hasta 15 litros en un hora y por riesgo de tormenta en las horas centrales del día. El 25 de septiembre, la zona de Cartagena fue la más afectada y en tan solo una hora, se registraron 60 litros por metro cuadrado de lluvia. La AEMET activó el nivel rojo de alerta en la tarde del 25 de septiembre por fuertes lluvias, desprendimientos de tierra, etc, que se degradó al nivel naranja durante la madrugada del 26 de septiembre. Una persona murió en Murcia tras inundarse su casa después de que una tromba marina provocó la inundación de varias viviendas. En las Islas Baleares se alertó de fuertes precipitaciones, principalmente en las islas de Ibiza y Formentera y en la Comunidad Valenciana a las provincias de Alicante y de Valencia.

### Alta Mar
Siguiendo cerca de África Occidental, Hermine atravesó parte del Océano Atlántico conocida como la Ruta Canaria. Esta ruta es utilizada frecuentemente por inmigrantes de varios países que buscan emigrar a las Islas Canarias. Un bote inflable que transportaba a 34 inmigrantes del Sáhara Occidental se hizo a la mar alrededor del 23 de septiembre. Pronto se encontraron con mares agitados producidos por la tormenta tropical Hermine y todos menos uno de los ocupantes murieron. El Miguel de Cervantes , operado por la Sociedad de Salvamento y Seguridad Marítima , se encontró con la neumática el 1 de octubre a unos 278 km al sur de Gran Canaria, momento en el que rescataron al único superviviente y cuatro cadáveres. El sobreviviente sufría de hipotermia y fue trasladado en avión para recibir asistencia médica. El 24 de septiembre ocurrieron otros tres incidentes que requirieron el rescate de 104 personas de dos botes por parte de la Sociedad de Salvamento y Seguridad Marítima. El 25 de septiembre, la Marina marroquí rescató a otras 55 personas varadas en mares agitados. Según Salvamento Marítimo, otras embarcaciones varias partieron a la misma hora y han desaparecido. La organización no gubernamental Caminando Fronteras informó que 107 personas estaban desaparecidas al 25 de septiembre.